# Aporcelaimus cobbi
Aporcelaimus cobbi är en rundmaskart. Aporcelaimus cobbi ingår i släktet Aporcelaimus och familjen Dorylaimidae. Inga underarter finns listade i Catalogue of Life.